# Металлоиндикаторы
Металлоиндикаторы — вещества, предназначенные для определения точки эквивалентности при комплексонометрическом титровании. Металлоиндикатором называют индикатор, изменяющий окраску в зависимости от концентрации иона металла. Металлоиндикаторы - обычно органические соединения, которые с ионами металла образуют окрашенные комплексы.

### Группы металлоиндикаторов
- Индикаторы, которые сами не имеют окраски, но образуют с ионами металлов окрашенные комплексы (салициловая, сульфосалициловая кислоты, тайрон, гидроксамовые кислоты - при определении железа (III); тиомочевина - при определении висмута (III)). Интенсивность окраски образующихся комплексов обычно невысока. Поэтому, чтобы наблюдать окраску комплекса, концентрация индикатора должна быть приблизительно в 10 раз больше концентрации определяемого металла.
- Металлохромные индикаторы - органические соединения, содержащие в своих молекулах хромофорные группы (следовательно, окрашенные), образующие с ионами металла внутрикомплексные соединения, по цвету отличающиеся от самих индикаторов. Примеры металлохромовых индикаторов: азосоединения (эриохромовый черный Т, 1-(2-пиридилазо)-2-нафтол), трифенилметановые красители (ксиленоловый оранжевый), мурексид, дитизон и другие.

### Требования, предъявляемые к металлоиндикаторам
- Металлоиндикаторы должны в выбранной области рН образовывать с ионами металлов достаточно устойчивые комплексы с соотношением M:Ind = 1:1. Условные константы устойчивости комплексов MInd должны быть меньше условных констант устойчивости комплексов данных металлов с ЭДТА: 10<β'MY/β'MInd≤104. С свою очередь достаточно большие значения констант устойчивости комплексов MInd позволяют использовать небольшие соотношения концентраций индикатора и металла cInd/cM<0,01, что соответствует уменьшению погрешности титрования.
- Комплекс иона металла с индикатором должен быть кинетически лабильным и быстро разрушаться при действии ЭДТА.
- Изменение окраски раствора в конечной точке титрования должно быть контрастным[1].

## Распространенные металлоиндикаторы и их цвета в водных растворах
(цвет комплекса несколько изменяется в зависимости от иона связанного металла)
| Индикатор                               | Окраска формы с металлом | Окраска свободной формы | Определяемые ионы                                      |
| --------------------------------------- | ------------------------ | ----------------------- | ------------------------------------------------------ |
| Ализариновый красный С                  | розовая                  | желтая                  |                                                        |
| Арсеназо I                              | фиолетовая               | оранжевая               |                                                        |
| Берилон II                              | синяя                    | фиолетовая              |                                                        |
| Бромпирогалловый красный                | синяя                    | красная                 |                                                        |
| Галлоцианин                             | синяя                    | красная                 |                                                        |
| Глицинтимоловый синий                   | синяя                    | желтая                  |                                                        |
| Дитизон                                 | красная                  | зеленая                 |                                                        |
| Дифенилкарбазон                         | фиолетовая               | нет                     |                                                        |
| Эриохром сине-черный Р (калькон)        | розовая                  | голубая                 | Ca2+ в присутствии магния                              |
| Кислотный хром синий К                  | розовая                  | голубая                 |                                                        |
| Кислотный хром темно-синий (Т)          | красная                  | синяя                   |                                                        |
| Ксиленоловый оранжевый                  | красная                  | желтая                  | Zn2+,Ca2+,Cd2+,Cu2+,Fe3+,Mn2+,Ni2+,Pb2+                |
| Магнезон                                | красная                  | синяя                   |                                                        |
| Метилтимоловый синий                    | фиолетовая               | серая                   | Ba2+,Ca2+,Cd2+,Mg2+,Mn2+,Pb2+,Sr2+,Co2+,Zn и др,Hg2+   |
| Мурексид                                | красная, оранжевая       | фиолетовая              | Ca2+,Co2+,Cu2+,Ni2+,Ag+,Br−,Cl−,I−                     |
| Нафтилазоксин                           | желтая                   | красная                 |                                                        |
| Пиридилазонафтол (ПАН)                  | красная                  | желтая                  | Cu2+,Cd2+,Co2+,Mg2+,Ca2+,Ni2+,Pb2+,Zn2+,Hg2+,Fe2+,Mn2+ |
| Пиридилазорезорцин (ПАР)                | красная                  | желтая                  | Cu2+,Cd2+,Co2+,Mg2+,Ca2+,Ni2+,Pb2+,Zn2+,Hg2+,Fe2+,Mn2+ |
| Сульфарсазен                            | оранжевая                | лимонно-желтая          |                                                        |
| Тимолфталеинкомплексон                  | синяя                    | нет                     |                                                        |
| Тайрон                                  | синяя                    | нет                     |                                                        |
| Флуорексон                              | зеленая флуоресценция    | розовый раствор         | Ca2+,Sr2+,Ba2+                                         |
| Фталеинкомплексон                       | красная                  | бледно-розовая, нет     |                                                        |
| Хромазурол С                            | фиолетовая               | оранжевая               | Al3+                                                   |
| Хромазурол С                            | голубая                  | зеленая                 | Cu2+                                                   |
| Хромазурол С                            | зелено-голубая           | оранжевая               | Fe3+                                                   |
| Цинкон                                  | синяя                    | желтая                  |                                                        |
| Эриохром красный Б                      | красная                  | желтая                  |                                                        |
| Эриохром сине-черный Б (щелочная среда) | красная                  | синяя                   |                                                        |
| Эриохром сине-черный Б (кислая среда)   | синяя                    | красная                 |                                                        |
| Эриохром черный Т                       | красная                  | синяя                   | Al3+,Ca2+,Cd2+,Co2+,Mg2+,Mn2+,Ni2+,Pb2+,Zn2+,Hg2+      |